# René la Canne
Pour les articles homonymes, voir Girier et Canne.
Pour le film, voir René la Canne (film).
René Girier, dit « René la Canne » ou parfois « René le boiteux », né le 9 novembre 1919 à Oullins (banlieue lyonnaise) et mort le 28 janvier 2000 dans une maison de retraite à Reims, est un truand français.

## Origine du surnom
Les surnoms « René la Canne » ou « René le boiteux » proviendraient d'une balle reçue dans la jambe qui le faisait boiter et l'obligeait à se servir d'une canne ; toutefois, au fil des années il réussit à marcher normalement, mais le pseudonyme lui resta.

## Biographie
René la Canne fut un malfaiteur spécialisé dans les attaques à main armée et les cambriolages de bijouteries et d'appartements de luxe dans les années 1940 et surtout 1950. Il n'a jamais tué personne. Il se rendit célèbre par ses évasions, dont une unique au monde : durant un transfert  de la prison au Palais de Justice, il réussit à scier un trou dans le plancher du fourgon cellulaire et à se glisser en-dessous du fourgon en évitant de justesse les roues arrière.

### Arrestation du 3 septembre 1949
Le 22 juillet 1949, Réné Girier avec l'aide de trois complices prenait pour cible au 117, boulevard Jourdan à Paris un fourgon postal avant d'empocher un butin de 1 023 000 francs.
Après une traque de plus d'un mois qui connut son apogée dans la nuit du vendredi au samedi 3 septembre 1949, l'inspecteur principal Georges Morin et son équipe de la PJ du 36, quai des Orfèvres, interpellent René Girier et son épouse Marinette dans un hôtel de Montfermeil.
Au cours de l'opération de police, tous les membres du gang sont arrêtés : Auguste Vasseur (chauffeur de René Girier), Arsène Godard (alias Dédé de Deauville, complice présumé du braquage de cent millions de francs dans la bijouterie Van Cleef et Arpels de Deauville), Jean-Gaston Debusigne (alias Charfnadel, soi‑disant sujet russe né à Casablanca, spécialiste des vols de voitures), José Arellano et sa femme Rosa Cruel.

### Arrestation du 26 janvier 1951
La dernière arrestation de René Girier est intervenue le 26 janvier 1951 à Paris, place de l'Opéra. Dans ses mémoires René la Canne explique que son avocat lui avait dit : « les inspecteurs Borniche et Leclerc pensaient vous coincer au moment où vous contactiez Vincent… Mais ils étaient en avance au rendez-vous… Ils ont fait comme vous, ils se sont promenés à deux pas de là ; place de l'Opéra. C'est Borniche qui vous a vu sortir du cinéma… ils vous ont suivi quelques mètres puis ceinturé… […] le commissaire Chenevier et l'inspecteur Borniche ont été décorés après votre arrestation. La médaille d'honneur de la police remise  par Henri Queuille, le ministre de la police en personne ». Et René la Canne de répondre à son avocat : « Ils ne l'ont pas volée… ce sont de bons flics ! Enfin des flics tout de même… »

### Libération et réinsertion
Il est libéré en 1956 grâce à sa visiteuse de prison, la princesse Charlotte de Monaco, qui l'installa près de son château de Marchais (Aisne). Il devint son chauffeur (sans permis), son intendant et son ami. René la Canne fut ainsi le chauffeur de la princesse Charlotte au mariage de son fils Rainier III de Monaco avec Grace Kelly en 1956.
Il s'installe comme libraire à Reims en 1957, puis s'occupe d'entreprises permettant la réinsertion d'anciens prisonniers : « Les ramoneurs de France », un atelier de polissage et une affaire de réparation de flippers.
Il est inhumé à Reims, au cimetière de la Neuvillette.
René la Canne a publié plusieurs fois son autobiographie, sous différents titres. En 1952 (Chienne de Vie), en 1977 (Je tire ma révérence) et en 1988 (Tu peux pas savoir).

## Postérité
La vie de René Girier a été portée à l'écran dans le film René la Canne avec Gérard Depardieu dans le rôle principal, d'après le roman de Roger Borniche, lequel l'arrêta avec l'inspecteur Leclerc place de l'Opéra à Paris.
Le début du film Le Clan des Siciliens, d'Henri Verneuil, serait inspiré par l'évasion de René la Canne d'un fourgon cellulaire, en novembre 1950.
Il apparaîtrait très brièvement dans le Madame Claude (2021) de Sylvie Verheyde, sous les traits de Samir Guesmi.

## Œuvres
- René Girier, Chienne de vie, Givors, André Martel, 1952, 244 p. (OCLC 463571505, BNF 35544191)
- René la Canne, Je tire ma révérence, Paris, La Table ronde, 1977, 329 p. (OCLC 4504553, BNF 36269582)
- René la Canne et Jean-Claude Baillon, Tu peux pas savoir, Paris, Londreys, 1988, 499 p. (ISBN 2-904184-82-1 et 978-2-904184-82-6, OCLC 23940157, BNF 36629745)